# Nullrunde
Eine Nullrunde (übliche Bezeichnung in Österreich: Nulllohnrunde) ist eine Tarifverhandlung, bei der keine Erhöhung der Gehälter / Vergütungen beschlossen wurde. In der Regel bedeutet dies, dass wegen der Inflation real ein Einkommensverlust entsteht.
Von einer Nullrunde spricht man im übertragenen Sinn auch, wenn etwa Renten oder Sozialleistungen innerhalb eines Jahres nicht angehoben werden.